# Nat Jones
Nat Jones (* um 1940) ist ein US-amerikanischer Jazzpianist.

## Leben und Wirken
Jones spielte 1962 bei Cootie Williams; er trat in den frühen 1970er-Jahren u. a. mit den Bassisten Herman Wright sowie Michael Fleming in dem New Yorker Jazzclub West Boondock auf. In dieser Zeit entstanden Aufnahmen mit der Formation The Piano Choir (Handscapes, Strata East Records), in der Stanley Cowell, Hugh Lawson, Webster Lewis, Harold Mabern, Danny Mixon und Sonelius Smith verschiedene Tasteninstrumente spielten. 1994 spielte er mit Takeshi Yamaguchi (Lover Man); 1994 kam es zu einer Wiederbelebung von Piano Choir für die Produktion Handscapes 95. 1989 spielte er noch in der Bar Montparnasse.